# アゾキシストロビン
アゾキシストロビン(英: Azoxystrobin)はストロビルリン系の殺菌剤。カビから農作物を守るために使われる。食品添加物の場合は防カビ剤。

## 異性体
E体とZ体がある

## 作用機構
ミトコンドリアの呼吸鎖(電子伝達系)に存在する複合体IIIを阻害することで、ATPの生合成を抑える。(ただし、代替酸化酵素が存在するため完全に止めることは出来ない)

## 法的規制

### 日本
- 特定化学物質の環境への排出量の把握等及び管理の改善の促進に関する法律の第1種指定物質である。[1][2]

食品衛生法違反事案
2018年4月3日 豪州から輸入の大麦について「食品衛生法上の基準値を超えて検出（基準値0.5 mg/kgに対して2.0 mg/kg）された」ことが農林水産省より公表された。